# تپه نورکنده
تپه نورکنده مربوط به دوران‌های تاریخی پس از اسلام است و در شهرستان تاکستان، روستای توده بین واقع شده و این اثر در تاریخ ۳ بهمن ۱۳۷۹ با شمارهٔ ثبت ۳۰۰۵ به‌عنوان یکی از آثار ملی ایران به ثبت رسیده است.